# 放鶴亭 (徐州市)
放鶴亭（ほうかくてい）は、中華人民共和国江蘇省徐州市雲竜区雲竜山にある亭。

## 歴史
北宋の元豊元年（1078年）、張天驥により創建された。蘇軾は、徐州知州を務めた時にここで隠遁生活を送る張天驥と友情を結んだ。張天驥がここで毎朝飼っている鶴を放していたので、この山上のあづま屋は放鶴亭と名づけられたと言われる。蘇軾は雲竜山に遊びに来て、『放鶴亭記』を書した。明の嘉靖11年（1532年）、徐州都司の戴時宗は亭を再建した。清の同治11年（1872年）、徐海道・呉世熊は亭を再建した。
長い間修理を怠り、中華人民共和国の成立前には亭はもうぼろぼろになりました。1979年、地元政府は亭を修復する。

## 文学
明の喬宇の詩に云く：鷲峰千仞俯崇崗、暫謝長途半日忙。海内帆墻通楚地、江南形勢接淮揚。川原雨過烟花繞、殿閣風回竹樹涼。笑指雲龍山下路、放歌無惜醉華殤。
明の許成名の詩に曰く：龍山独立倚丹霄、古殿松陰坐寂寞。東望青徐雲万嶺、南通淮海日千橈。黄茅人去岡猶在、白鶴亭空事已遥。我欲凌風登絶頂、平林漠漠草蕭蕭。